# Frederick Stafford

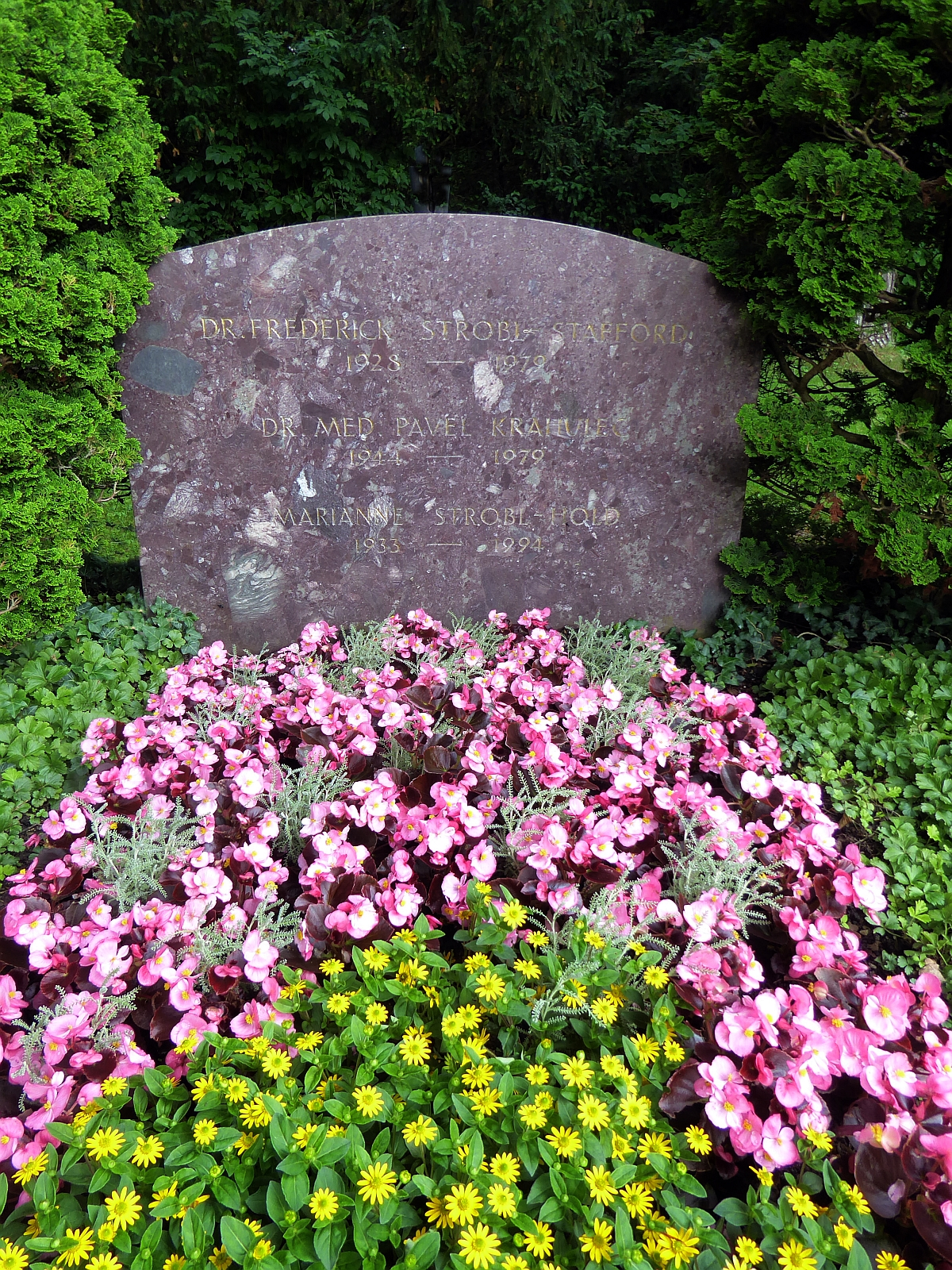
Grab auf dem Friedhof Witikon, Zürich

Frederick Stafford (eigentlich: Friedrich Strobel von Stein; * 11. März 1928 in Piešťany in der Tschechoslowakei; † 28. Juli 1979 bei Lugano) war ein österreichischer Schauspieler. Der gebürtige Tscheche wurde als OSS 117 bekannt und war 1969 Hauptdarsteller des Hitchcock-Films Topas. 

## Leben
Frederick Stafford betätigte sich als Hockeyspieler und nahm an den tschechoslowakischen Schwimm-Vorentscheidungen für die Olympischen Sommerspiele 1948 teil. Kurz vor der kommunistischen Machtübernahme im Februar 1948 ließ er sich in Australien nieder und arbeitete dort als Minenarbeiter, Lokomotivführer und Lastwagenfahrer.
Im Jahr 1962 promovierte er im Fach Chemie  und wurde Angestellter beim US-Pharamunternehmen Bristol Meyers. Während einer Geschäftsreise nach Bangkok lernte er 1964 die deutsche Schauspielerin Marianne Hold kennen, die dort an Dreharbeiten zu Die Diamantenhölle am Mekong teilnahm. Nach nur sechs Tagen heirateten sie. Hold zog sich nach der Geburt des gemeinsamen Sohnes, dem späteren Sänger und Multitalent Roderick Stafford, nach Rom ins Privatleben zurück, während Strobel unter dem Namen „Frederick Stafford“ eine eigene Schauspielerkarriere startete.
Ab 1965 wurde er Star zahlreicher französisch-italienischer Agenten- und Kriegsfilme, u. a. in der Reihe um den Agenten OSS 117. Alfred Hitchcock gab ihm 1968 die Hauptrolle des in familiäre und politische Konflikte geratenden Agenten André Devereaux in seinem Film Topas. Stafford trat hier in einem All-Star-Ensemble mit Co-Stars wie Michel Piccoli, Philippe Noiret, Claude Jade, Karin Dor und John Forsythe auf. Danach spielte er weiterhin in Krimis, vor allem in Italien. So war er 1974 in dem Krimi La ragazza di Via Condotti ein weiteres Mal neben seiner Topas-Filmtochter Claude Jade zu sehen und spielte im selben Jahr in dem Thriller Das Profi-Ding (Hold-up) zusammen mit Nathalie Delon. Hiernach erregte er kurzes Aufsehen mit seinem vorletzten Film, dem Werwolf-Thriller La lupa mannara (1976).
Im Jahr 1976 beendete Stafford seine Schauspielkarriere und arbeitete wieder als Geschäftsmann. Im Alter von 51 Jahren kam er 1979 beim Zusammenstoß zweier Privatflugzeuge über dem Sarnersee in der Zentralschweiz ums Leben. Beigesetzt wurde er gemeinsam mit seinem Freund, dem Piloten der verunglückten Morane-Saulnier Rallye, in Zürich auf dem Friedhof Witikon am 3. August 1979. Seine Gattin Marianne Hold fand dort 1994 ebenfalls ihre letzte Ruhestätte.

## Filmografie
- 1965: OSS 117 – Pulverfaß Bahia (Furia à Bahia pour OSS 117)
- 1966: Agent 505 – Todesfalle Beirut
- 1966: OSS 117 – Teufelstanz in Tokio (Atout cœur à Tokyo pour O.S.S. 117)
- 1967: … und morgen fahrt ihr zur Hölle (Dalle Ardenne all’inferno)
- 1967: Haie bitten zu Tisch (Estouffade à la Caraïbe)
- 1967: Der goldene Schlüssel (L’Homme qui valait des milliards)
- 1969: Königstiger vor El Alamein (La battaglia di El Alamein)
- 1969: Stukas über London (La battaglia d’Inghilterra)
- 1969: Topas (Topaz)
- 1972: Abuso di potere
- 1973: Metti… che ti rompo il mus
- 1973: La ragazza di Via Condotti
- 1974: Das Profi-Ding (Hold-Up, instantánea de una corrupción)
- 1975: La trastienda
- 1975: Bianchi cavalli d’Agosto
- 1976: Werewolf Woman (La lupa mannara)
- 1976: Das Todesriff (Sfida sul fondo)